# Lineus longissimus
Lineus longissimus, popularmente conhecido como “bootlace worm” ou verme-cordão-de-bota, é uma espécie do Filo Nemertea distribuída ao longo da costa europeia do Oceano Atlântico. Com apenas 0,5cm de largura, esse nemertino é considerado o animal mais longo do mundo pelo “Guinness World Records” com base num indivíduo possuindo 55m encontrado após fortes tempestades na cidade de St. Andrews, Escócia, em 1864. Entretanto, esse dado não é amplamente apoiado pela literatura científica, pois não houve a preservação do animal, o que impossibilita a constatação da informação. Em geral, os maiores indivíduos da espécie possuem cerca de 30m de comprimento (Gittenberger & Schipper, 2008).

## Classificação e características gerais
A espécie tratada, L. longissimus, pertence ao reino Metazoa, Filo Nemertea, superclasse Neonemertea, classe Poliophora, ordem Heteronemertea, família Lineidae, gênero Lineus. Apesar de muito parecidos e comumente associados com os platelmintos, os nemertinos estão mais relacionados na sistemática com os moluscos e anelídeos. Como o resto dos nemertinos, L. longissimus apresenta características que os distinguem como um grupo único, por exemplo: probóscide reversível posterior à boca, corpo não segmentado, simetria bilateral, cérebro em forma de anel, protostomia, clivagem em espiral, sistema digestivo completo, vasos sanguíneos laterais e rincocele (o que os colocam como animais celomados). É encontrado entre as espécies ampla variedade de tamanho, de 3mm até 40-50 m de comprimento, sendo L. longissimus a maior delas.
Em L. longissimus, assim como toda a ordem Heteronemertea, a musculatura da parede corporal consiste em três camadas cruzadas , sendo uma longitudinal, uma circular e outra longitudinal. Na espécie a derme é tipicamente muito espessa e densamente fibrosa e, em geral, inclui uma variedade de células glandulares. Cérebro e cordões nervosos laterais encontrados entre a parede muscular. Achatamento dorso-ventral. Larva pilidial, o que configura como desenvolvimento indireto. Espermatozóide com duas ou mais mitocôndrias. Cirro caudal; no caso de indivíduos jovens, usado para aderência no substrato (Brusca & Brusca, 2019). A musculatura circular permite que o animal apresente contrações peristálticas. Na probóscide há uma musculatura interna comprida usada para reversão do aparato. Outro fato interessante sobre a probóscide é a presença de terminais nervosos, o que a faz sensível.

## Distribuição e hábitos de vida
O L. longissimus é muito encontrado nas margens inferiores, onde se encontram contorcidos sob pedras e na areia lamacenta, ele pode ser achado com frequência também em poças rochosas emaranhadas e em fissuras rochosas, em áreas mais profundas ele ocorre em substratos lodosos, arenosos, pedregosos ou conchíferos. Os locais onde são encontrados a espécie é por toda a Grã-Bretanha e Irlanda, mas também é encontrado em menor quantidade na costa báltica da Europa. Esse nemertino se locomove por cílios ou por contrações peristálticas devido a falta de quaisquer apêndices externos, ao encontrar com sua presa eles lançam sua probóscide extensível. Quando tocado o L. Longissimus pode se retrair rapidamente ao longo de vários metros da superfície para a sua fenda, como forma de fugir do perigo.

## Toxina
O L. longissimus não possui nenhum tipo de veneno, porém seu muco possui uma toxina que é capaz de paralisar pequenos insetos e matar caranguejos e baratas. Após recolherem exemplares do verme e analisarem o muco do L. longissimus em laboratório, cientistas suecos descobriram uma nova família de toxinas, entre elas a alfa-1-nemertida, a toxina peptídica mais tóxica que foi encontrada entre os animais da Suécia. A toxina age nos canais de sódio das células nervosas do sistema periférico dos insetos, inativando esses canais e bloqueando a passagem de íons, resultando em paralisia. Essa toxina pode apresentar aplicações comerciais, podendo ser utilizada como bioinseticida. Quando comparada com outras toxinas de aranhas e escorpiões que são utilizadas na indústria farmacêutica e na agricultura, a alfa-1-nemertida é três vezes mais potente.